# أحمد دعبس
أحمد دعبس (مواليد 14 يناير 1970) هو لاعب كرة يد معتزل مصري، شارك مع منتخب مصر في أولمبياد 1992.

## وصلات خارجية
- أحمد دعبس على موقع أوليمبيديا (الإنجليزية)